# Coppa delle nazioni africane 2021
La Coppa delle nazioni africane 2021, o TotalEnergies Africa Cup of Nations 2021 per ragioni di sponsorizzazione, è stata la 33ª edizione del torneo di calcio continentale per squadre nazionali maschili (spesso detta Coppa d'Africa) organizzato dalla CAF.
Inizialmente prevista tra l'11 giugno e il 9 luglio 2021, la fase finale del torneo era stata inizialmente anticipata nel periodo compreso tra il 9 gennaio e il 6 febbraio 2021 a causa delle avverse condizioni meteo che caratterizzano il Paese ospitante, il Camerun, nei mesi estivi. Il 30 giugno 2020 la CAF ha spostato il torneo per la seconda volta al gennaio 2022, a seguito degli effetti della pandemia di COVID-19. Il 31 marzo 2021 vennero ufficializzate le date del torneo, con inizio il 9 gennaio e conclusione il 6 febbraio 2022.
Il torneo è stato vinto dal Senegal, che nella finale ha battuto l'Egitto ai tiri di rigore per 4-2, dopo lo 0-0 dei tempi supplementari, e si è così aggiudicato il titolo di campione d'Africa per la prima volta.

## Scelta della nazione ospitante
Dopo l'incontro del comitato esecutivo della CAF del 24 gennaio 2014, furono annunciate tre candidature ufficiali per l'edizione 2021:
Candidature
- Algeria
- Gambia
- Costa d'Avorio

Candidature ritirate
- RD del Congo
- Gabon
- Zambia

La lista era diversa da quella ospitante le edizioni del 2019 e 2021 della Coppa delle Nazioni annunciata dalla CAF a novembre 2013; nella lista originale erano presenti anche Gabon, Zambia e Repubblica Democratica del Congo, i quali erano anche candidati per ospitare la Coppa d'Africa 2019.
La scelta dell'ospitante fu posticipata a inizio 2014 per dare ai candidati abbastanza tempo da ricevere la delegazione d'ispezione. Dopo l'ultimo voto all'incontro del comitato esecutivo della CAF del 20 settembre 2014, la CAF annunciò gli ospiti delle edizioni 2019, 2021 e 2023 della Coppa delle nazioni africane: Camerun per il 2019, Costa d'Avorio per il 2021, e Guinea per il 2023.
Il 30 novembre 2018, la CAF tolse al Camerun la possibilità di ospitare la Coppa d'Africa 2019, che fu ceduta all'Egitto; Il presidente della CAF Ahmad Ahmad dichiarò però che il Camerun avrebbe ospitato quella del 2021; di conseguenza, la Costa d'Avorio, ospitante originale del 2021, avrebbe ospitato l'edizione 2023, e la Guinea, sua ospitante originale, avrebbe ospitato quella del 2025.
Il 30 gennaio 2019, il presidente della CAF confermò il cambio di candidatura e tabella di marcia dopo un incontro con quello ivoriano Alassane Ouattara ad Abidjan in Costa d'Avorio.

## Stadi
| Complesso polisportivo di Japoma | Stadio Paul Biya | Stadio Ahmadou Ahidjo |
| Capacità: 50 000                 | Capacità: 60 000 | Capacità: 42 500      |
|                                  |                  |                       |
| Garoua                           | Bafoussam        | Limbe                 |
| Stadio Roumdé Adjia              | Stadio Kouekong  | Stadio di Limbe       |
| Capacità: 30 000                 | Capacità: 20 000 | Capacità: 20 000      |
|                                  |                  |                       |

## Squadre partecipanti
| Pr. | Squadra            | Data di qualificazione certa | Partecipante in quanto                                        | Partecipazioni precedenti al torneo |
| --- | ------------------ | ---------------------------- | ------------------------------------------------------------- | --- |
| 1   | Camerun            | 8 gennaio 2019               | Rappresentante della nazione organizzatrice della fase finale | 19 (1970, 1972, 1982, 1984, 1986, 1988, 1990, 1992, 1996, 1998, 2000, 2002, 2004, 2006, 2008, 2010, 2015, 2017, 2019)                               |
| 2   | Senegal            | 15 novembre 2020             | 1º classificato nel gruppo I di qualificazione                | 15 (1965, 1968, 1986, 1990, 1992, 1994, 2000, 2002, 2004, 2006, 2008, 2012, 2015, 2017, 2019)                                                       |
| 3   | Algeria            | 16 novembre 2020             | 1ª classificata nel gruppo H di qualificazione                | 18 (1968, 1980, 1982, 1984, 1986, 1988, 1990, 1992, 1996, 1998, 2000, 2002, 2004, 2010, 2013, 2015, 2017, 2019)                                     |
| 4   | Mali               | 17 novembre 2020             | 1º classificato nel gruppo A di qualificazione                | 11 (1972, 1994, 2002, 2004, 2008, 2010, 2012, 2013, 2015, 2017, 2019)                                                                               |
| 5   | Tunisia            | 17 novembre 2020             | 1ª classificata nel gruppo J di qualificazione                | 19 (1962, 1963, 1965, 1978, 1982, 1994, 1996, 1998, 2000, 2002, 2004, 2006, 2008, 2010, 2012, 2013, 2015, 2017, 2019)                               |
| 6   | Guinea             | 24 marzo 2021                | 2ª classificata nel gruppo A di qualificazione                | 12 (1970, 1974, 1976, 1980, 1994, 1998, 2004, 2006, 2008, 2012, 2015, 2019)                                                                         |
| 7   | Burkina Faso       | 24 marzo 2021                | 1º classificato nel gruppo B di qualificazione                | 11 (1978, 1996, 1998, 2000, 2002, 2004, 2010, 2012, 2013, 2015, 2017)                                                                               |
| 8   | Gambia             | 25 marzo 2021                | 1º classificato nel gruppo D di qualificazione                | Esordiente |
| 9   | Gabon              | 25 marzo 2021                | 2º classificato nel gruppo D di qualificazione                | 7 (1994, 1996, 2000, 2010, 2012, 2015, 2017) |
| 10  | Egitto             | 25 marzo 2021                | 1º classificato nel gruppo G di qualificazione                | 24 (1957, 1959, 1962, 1963, 1970, 1974, 1976, 1980, 1984, 1986, 1988, 1990, 1992, 1994, 1996, 1998, 2000, 2002, 2004, 2006, 2008, 2010, 2017, 2019) |
| 11  | Comore             | 25 marzo 2021                | 2ª classificata nel gruppo G di qualificazione                | Esordiente |
| 12  | Ghana              | 25 marzo 2021                | 1º classificato nel gruppo C di qualificazione                | 22 (1963, 1965, 1968, 1970, 1978, 1980 1982, 1984, 1992, 1994, 1996, 1998, 2000, 2002, 2006, 2008, 2010, 2012, 2013, 2015, 2017, 2019)              |
| 13  | Guinea Equatoriale | 25 marzo 2021                | 2ª classificata nel gruppo J di qualificazione                | 2 (2012, 2015) |
| 14  | Zimbabwe           | 25 marzo 2021                | 2º classificato nel gruppo H di qualificazione                | 4 (2004, 2006, 2017, 2019) |
| 15  | Costa d'Avorio     | 26 marzo 2021                | 1ª classificata nel gruppo K di qualificazione                | 23 (1965, 1968, 1970, 1974, 1980, 1984, 1986, 1988, 1990, 1992, 1994, 1996, 1998, 2000, 2002, 2006, 2008, 2010, 2012, 2013, 2015, 2017, 2019)       |
| 16  | Marocco            | 26 marzo 2021                | 1º classificato nel gruppo E di qualificazione                | 17 (1972, 1976, 1978, 1980, 1986, 1988, 1992, 1998, 2000, 2002, 2004, 2006, 2008, 2012, 2013, 2017, 2019)                                           |
| 17  | Nigeria            | 27 marzo 2021                | 1ª classificata nel gruppo L di qualificazione                | 18 (1963, 1976, 1978, 1980, 1982, 1984, 1988, 1990, 1992, 1994, 2000, 2002, 2004, 2006, 2008, 2010, 2013, 2019)                                     |
| 18  | Sudan              | 28 marzo 2021                | 2º classificato nel gruppo C di qualificazione                | 8 (1957, 1959, 1963, 1970, 1972, 1976, 2008, 2012)                                                                                                  |
| 19  | Malawi             | 29 marzo 2021                | 2º classificato nel gruppo B di qualificazione                | 2 (1984, 2010) |
| 20  | Mauritania         | 30 marzo 2021                | 2ª classificata nel gruppo E di qualificazione                | 1 (2019) |
| 21  | Etiopia            | 30 marzo 2021                | 2ª classificata nel gruppo K di qualificazione                | 10 (1957, 1959, 1962, 1963, 1965, 1968, 1970, 1976, 1982, 2013)                                                                                     |
| 22  | Guinea-Bissau      | 30 marzo 2021                | 2ª classificata nel gruppo I di qualificazione                | 2 (2017, 2019) |
| 23  | Capo Verde         | 30 marzo 2021                | 2º classificato nel gruppo F di qualificazione                | 2 (2013, 2015) |
| 24  | Sierra Leone       | 15 giugno 2021               | 2º classificato nel gruppo L di qualificazione                | 2 (1994, 1996) |

## Sorteggio dei gruppi
Nonostante fosse previsto il 25 giugno 2021, il sorteggio finale fu posticipato al 17 agosto successivo per problemi logistici legati alla pandemia di COVID-19. Come la precedente edizione del 2019, le 24 nazionali sono state raggruppate in sei gruppi da quattro.
| Urna 1                                                                       | Urna 2                                               | Urna 3                                                          | Urna 4                                                |
| ---------------------------------------------------------------------------- | ---------------------------------------------------- | --------------------------------------------------------------- | ----------------------------------------------------- |
| Camerun (organizzatore) Algeria (detentrice) Senegal Tunisia Nigeria Marocco | Egitto Ghana Mali Costa d'Avorio Guinea Burkina Faso | Capo Verde Gabon Mauritania Zimbabwe Guinea-Bissau Sierra Leone | Sudan Malawi Comore Guinea Equatoriale Etiopia Gambia |

## Lista arbitri
Per la competizione sono stati selezionati 24 fischietti provenienti da 21 federazioni diverse, di cui una della CONCACAF, 31 assistenti arbitrali da 24 paesi e 8 assistenti al VAR di cinque paesi, di cui uno CONCACAF.

### Arbitri
- Mustapha Ghorbal
- Hélder Martins de Carvalho
- Joshua Bondo
- Pacifique Ndabihawenimana
- Blaise Yuven Ngwa
- Mahmoud El Banna
- Amin Omar
- Bamlak Tessema Weyesa

- Daniel Nii Laryea
- Bakary Gassama
- Mario Escobar (CONCACAF)
- Peter Waweru
- Boubou Traore
- Dahane Beida
- Ahmad Imtehaz Heeralall
- Rédouane Jiyed

- Jean Jacques Ndala Ngambo
- Salima Mukansanga
- Maguette N'Diaye
- Issa Sy
- Bernard Camille
- Victor Gomes
- Sadok Selmi
- Janny Sikazwe

### Assistenti arbitrali
- Abdelhak Etchiali
- Mokrane Gourari
- Jerson Emiliano dos Santos
- Seydou Tiama
- Elvis Guy Noupue Nguegoue
- Carine Atezambong Fomo
- Issa Yaya
- Soulaimane Almadine
- Mahmoud Ahmed Abouelregal
- Ahmed Hossam Taha
- Sidiki Sidibe

- Liban Abdourazak Ahmed
- Gilbert Cheruiyot
- Souru Phatsoane
- Attia Amsaaed
- Lionel Andrianantenaina
- Mustapha Akarkad
- Lahcen Azgaou
- Zakaria Brinsi
- Fatiha Jermoumi
- Arsénio Maringula
- Mahamadou Yahaya

- Samuel Pwadutakam
- Olivier Safari
- Djibril Camara
- El Hadj Malick Samba
- James Fredrick Emile
- Zakhele Siwela
- Mohammed Abdallah Ibrahim
- Khalil Hassani
- Dick Okello

### VAR
- Lahlou Benbraham
- Mehdi Abid Charef
- Mahmoud Mohamed Ashour

- Fernando Guerrero (CONCACAF)
- Samir Guezzaz
- Adil Zourak

- Bouchra Karboubi
- Haythem Guirat

## Riassunto del torneo

### Fase a gironi

#### Gruppo A
Il Gruppo A include il Burkina Faso, il Camerun padrone di casa, Capo Verde e l'Etiopia; cinque delle partite del girone si svolgono allo Stadio Paul Biya di Yaoundé, mentre l'ultima ha luogo allo Stadio Kouekong di Bafoussam.
Alle 17:00 del 9 gennaio ha luogo la gara inaugurale del torneo, tra Camerun e Burkina Faso: nonostante un iniziale vantaggio burkinabé ad opera di Sangaré entro la mezz'ora, i padroni di casa cinque volte campioni d'Africa ribaltano il risultato con un doppio rigore di Aboubakar negli ultimi minuti del primo tempo; dopo una ripresa senza gol, la partita finisce 2-1. In serata, il Capo Verde sconfigge l'Etiopia 1-0 con un gol di Tavares nel recupero del primo tempo.
Il 13 gennaio, il Camerun conferma la sua qualificazione battendo agevolmente l'Etiopia per 4-1: Dawa Hotessa segna nei primi cinque minuti della partita, ma il pareggio avviene poco dopo con Toko Ekambi, e nella ripresa Aboubakar consegue un'altra doppietta in due minuti, cui segue un altro gol di Ekambi. In serata, i burkinabé si riscattano battendo il Capo Verde con il gol di Bandé.
L'ultima giornata, che ha luogo quattro giorni dopo, si conclude con un 1-1 sia per Capo Verde-Camerun sia per Burkina Faso-Etiopia (gol del solito Aboubakar nel primo tempo pareggiato da Garry Mendes Rodrigues nella ripresa, e rete di Bayala nel primo tempo cui segue un rigore etiope di Kebede nel secondo). Questi risultati confermano comunque il passaggio di Camerun, Burkina Faso e Capo Verde, che finiscono il girone rispettivamente con 7, 4 e 4 punti (burkinabé secondi per maggior numero di gol segnati dopo la parità di punti e differenza reti), mentre l'Etiopia è fuori con uno solo.

#### Gruppo B
Il Gruppo B include la Guinea, il Malawi, il Senegal due volte finalista e lo Zimbabwe; cinque delle partite del girone si svolgono allo Stadio Kouekong di Bafoussam, mentre l'ultima ha luogo allo Stadio Ahmadou Ahidjo di Yaoundé.
Il 10 gennaio, il Senegal inizia il suo cammino con una vittoria sofferta contro lo Zimbabwe, ottenuta soltanto con un rigore di Mané al settimo di recupero nella ripresa. L'1-0 arriva anche in serata a favore della Guinea sul Malawi, grazie a Sylla al 35'.
Quattro giorni dopo, avviene un pareggio a reti bianche tra Senegal e Guinea. Tre ore dopo il Malawi batte per 2-1 lo Zimbabwe: dopo lo svantaggio provocato da Wadi, Mhango compie una doppietta che ribalta il risultato finale.
All'ultimo turno svoltosi il 18 gennaio, il Senegal conclude un altro pari a reti inviolate stavolta contro il Malawi, confermando comunque la sua qualificazione agli ottavi. Lo Zimbabwe affronta invece la Guinea (in una partita arbitrata dalla ruandese Salima Mukanzanga, prima donna nella storia ad arbitrare una partita di Coppa d'Africa) e trionfa con le reti di Musona e Mahachi al primo tempo, cui segue l'inutile gol guineano di Keïta a inizio ripresa. La vittoria non serve però a nulla ai fini della classifica per lo Zimbabwe, che resta ultimo con 3 punti; Malawi e Guinea passano a pari merito con 4 (il Guinea è secondo per la vittoria nello scontro diretto contro il Malawi dopo la parità differenza reti e gol fatti) e il Senegal finisce primo con 5 punti.

#### Gruppo C
Il Gruppo C include due campioni d'Africa, ossia il Ghana e il Marocco, affiancati dal Gabon e dagli esordienti delle Comore; cinque delle partite del girone si svolgono allo Stadio Ahmadou Ahidjo di Yaoundé, mentre l'ultima ha luogo allo Stadio Roumdé Adjia di Garoua.
Il girone si apre il 10 gennaio, con un 1-0 sia in Marocco-Ghana sia in Comore-Gabon: a segnare le marcature della vittoria sono il marocchino Boufal e il gabonese Boupendza.
Il 14 gennaio, il Marocco batte anche le Comore, vincendo 2-0 grazie alle reti di Amallah nel quarto d'ora e di Aboukhlal nei minuti finali della ripresa, e conferma la sua qualificazione agli ottavi. In serata, il Ghana passa in vantaggio contro il Gabon grazie ad André Ayew, ma il gabonese Allevinah segna agli ultimi minuti della ripresa il gol dell'1-1.
Quattro giorni dopo, il Gabon stupisce di nuovo tutti e pareggia di nuovo stavolta contro il Marocco per 2-2: il primo tempo vede i gabonesi andare in vantaggio con Allevinah, mentre la ripresa vede la riscossa dei marocchini con il rigore di Boufal; il Marocco subisce però un imbarazzante autogol di Aguerd a meno di dieci minuti dalla fine, ma riesce a riscattarsi tre minuti dopo con Hakimi. Ma una sorpresa ancora più grande arriva in Ghana-Comore: Ben Nabouhane porta in vantaggio i comoriani a neanche cinque minuti dal fischio d'inizio, e la ripresa vede il gol di Mogni, il Ghana che riaggancia le Comore con Boakye e Djiku, e il secondo gol di Mogni all'85' che porta il risultato finale sul 2-3 per i comoriani, alla loro prima storica vittoria in Coppa d'Africa.
Di conseguenza, il Marocco rispetta i pronostici portandosi a quota 7 punti e finendo il girone al primo posto, seguito dal Gabon con 5 punti e dalle notevoli Comore con 3; il deludente Ghana finisce invece ultimo con uno solo, e per la prima volta esce dalla Coppa d'Africa ai gironi. La nazionale comoriana dovrà attendere la fine della fase a gruppi per poter passare il turno come una delle quattro migliori terze, compiendo così un secondo passo storico nella sua storia calcistica.

#### Gruppo D
Il Gruppo D include altri tre campioni d'Africa, ossia l'Egitto, la Nigeria e il Sudan, affiancati dalla Guinea-Bissau alla sua terza partecipazione consecutiva; cinque delle partite del girone si svolgono allo Stadio Roumdé Adjia a Garoua, mentre l'ultima ha luogo allo Stadio Ahmadou Ahidjo a Yaoundé.
Il girone si apre l'11 gennaio con la vittoria della Nigeria sull'Egitto, grazie a un gol di Iheanacho alla mezz'ora. Segue, in serata, il pareggio a reti bianche tra Sudan e Guinea-Bissau.
Quattro giorni dopo, la Nigeria affronta il Sudan e passa quasi subito in vantaggio con Chukwueze, cui seguono Awoniyi allo scadere del primo tempo e Simon al primo della ripresa; inutile il rigore sudanese di Khedr al 70'. L'Egitto affronta invece il Guinea-Bissau, e con l'1-0 maturato con il gol di Salah mantiene vive le sue speranze di qualificazione.
Il 19 gennaio, la Nigeria vince 2-0 contro il Guinea-Bissau con le reti di Sadiq Umar e Troost-Ekong, e finisce così il girone a punteggio pieno. All'Egitto basta invece il gol di Mohamed Abdel Monem per battere il Sudan e raggiungere il secondo posto, a quota sei punti. Come risultato, Sudan e Guinea-Bissau vengono eliminati con un solo punto a testa.

#### Gruppo E
Il Gruppo E vede altre due big, due volte vincitrici della Coppa d'Africa, l'Algeria e la Costa d'Avorio, la prima attuale detentrice del trofeo e vincitrice della Coppa araba FIFA 2021, affiancate da Guinea Equatoriale e Sierra Leone; cinque delle partite del girone si svolgono al Complesso polisportivo di Japoma di Douala, mentre l'ultima ha luogo allo Stadio di Limbe dell'omonima città camerunense.
Il primo incontro del girone, Algeria-Sierra Leone, avviene l'11 gennaio e si conclude a reti inviolate; la Costa d'Avorio affronta invece il giorno dopo la Guinea Equatoriale e la batte 1-0 con il gol di Gradel a cinque minuti dal fischio d'inizio.
Il 16 gennaio, il Sierra Leone compie un altro pareggio, stavolta contro la Costa d'Avorio, in un ping pong di gol iniziato dall'ivoriano Haller e seguito da Musa Noah Kamara del Sierra Leone, dall'ivoriano Pépé e infine da Alhaji Kamara del Sierra Leone nel recupero. In serata, l'Algeria viene invece sconfitta a sorpresa dalla Guinea Equatoriale, grazie al gol di Obiang al 70'.
L'ultima giornata ha luogo quattro giorni dopo, e vede il big match tra Costa d'Avorio e Algeria: gli ivoriani concludono il primo tempo in vantaggio per 2-0 con i gol di Kessié e Sangaré, e nella ripresa colpiscono di nuovo con Pépé, cui segue l'inutile gol algerino di Bendebka. Allo stesso tempo, la Guinea Equatoriale vince contro il Sierra Leone grazie al gol di Ganet all'ultima frazione del primo tempo.
La classifica del girone termina così con gli ivoriani primi con 7 punti, seguiti dagli equatoguineani con 6, che passano a scapito del Sierra Leone (2 punti) e dell'altra delusione, i Campioni d'Africa dell'Algeria (un solo punto), che escono ai gironi per la seconda volta dopo il 1992, a distanza di quasi trent'anni.

#### Gruppo F
Il Gruppo F vede la Tunisia, campione d'Africa nel 2004, affrontare la Mauritania, il Mali e l'esordiente Gambia; cinque delle partite del girone si svolgono allo Stadio di Limbe dell'omonima città camerunense, mentre l'ultima ha luogo al Complesso polisportivo di Japoma di Douala.
Nella prima giornata, svoltasi il 12 gennaio, il Mali affronta la Tunisia, e passa in vantaggio con un rigore di Koné a inizio ripresa. La partita si presenta però molto concitata, con 9 cambi, un cartellino rosso, due rigori e due interventi del VAR, e il finale non è da meno: all'85' l'arbitro zambiano Janny Sikazwe fischia tre volte, poi comprende il suo errore e fa riprendere la partita; fischia di nuovo tre volte quattro minuti dopo, e viene scortato dalla sicurezza fuori dallo stadio di fronte alla violenta protesta dei giocatori tunisini; i maliani tornano in campo per poter disputare gli ultimi tre minuti della partita, ma i giocatori tunisini rifiutano e il Mali conclude la sua vittoria. Poco dopo, il Gambia sconfigge la Mauritania con la rete di Ablie Jallow al 10'.
I vincitori della prima giornata si affrontano quattro giorni dopo, e si dividono la posta in palio con un rigore a testa prima del maliano Koné all'ultimo quarto e poi del gambiano Musa Barrow all'ultimo minuto. La Tunisia invece batte nettamente la Mauritania per 4-0, con un gol fulmineo di Mathlouthi, una doppietta di Khazri e un gol finale di Jaziri.
Nell'ultima giornata, poco dopo la fine delle ultime partite del girone E, il Gambia affronta a Limbe la Tunisia e la batte per 1-0 con un gol di A. Jallow a partita virtualmente inoltrata. A Douala, il Mali trionfa invece contro la Mauritania per 2-0, con un gol fulmineo di Haïdara e un rigore ancora di Koné.
I mauritani sono dunque ultimi, unica squadra a non conseguire alcun punto nel torneo. Mali e Gambia passano invece il girone con 7 punti, con il primo capolista per differenza reti maggiore, seguiti dalla Tunisia con tre punti in qualità di una delle migliori terze.

### Fase ad eliminazione diretta

#### Ottavi di finale
Gli ottavi si svolgono tra il 23 e il 26 gennaio, e vedono accoppiati Burkina Faso-Gabon, Nigeria-Tunisia, Senegal-Capo Verde, Mali-Guinea Equatoriale, Guinea-Gambia, Camerun-Comore, Costa d'Avorio-Egitto e Marocco-Malawi.
Le danze si aprono con i burkinabé che affrontano i gabonesi a Limbe. Bertrand Traoré porta il Burkina Faso in vantaggio al 28', ma al primo di recupero della ripresa Guira compie uno sfortunato autogol che porta al pareggio. Con il risultato che permane anche ai supplementari, si va alla lotteria dei rigori, iniziata dai gabonesi e finita 7-6 per i burkinabé con il rigore di Ouedraogo. Va avanti anche la Tunisia, che dopo un primo tempo privo di gol contro la Nigeria, trova il gol della vittoria al 47' con Msakni.
Il giorno dopo, la Guinea affronta il Gambia a Bafoussam, ma soccombe grazie al gol del gambiano Musa Barrow al 71', portando gli esordienti scorpioni tra le prime otto nazioni del continente. Più tardi, allo Stadio Paul Biya di Yaoundé, i padroni di casa del Camerun affrontano le Comore, chr mettono in porta il terzino Chaker Alhadhur non avendo portieri disponibili tra infortuni e positivi, oltre a giocare in 10' per oltre 80'; la partita finisce 2-1 per i camerunensi grazie ai gol dei soliti Toko Ekambi e Aboubakar, cui segue l'inutile gol all'80' del comoriano M'Changama su punizione dalla distanza.
Il 25 gennaio, Senegal e Capo Verde si sfidano ancora a Bafoussam, e la sfida termina per 2-0 con le reti di Mané e Dieng. Poco dopo, a Limbe, il Marocco affronta il Malawi: quest'ultimo passa in vantaggio in pochi minuti con Mhango, ma i marocchini reagiscono e ribaltano il risultato con Youssef En-Nesyri a primo tempo inoltrato e Hakimi nella ripresa con uno spettacolare gol su punizione, portando il risultato finale sul 2-1.
Nel quarto e ultimo giorno degli ottavi, Douala è teatro del big match Costa d'Avorio-Egitto: la gara termina 0-0 ai regolamentari e ai supplementari, e alla lotteria dei rigori vincono gli egiziani per 4-5. L'ultima partita si svolge a Limbe, tra Mali e Guinea Equatoriale: termina anch'essa 0-0 ai regolamentari e ai supplementari, e si va quindi di nuovo ai rigori, finiti 5-6 per gli equatoguineani.

#### Quarti di finale
Svoltisi il 29 e il 30 gennaio, i quarti di finale vedono accoppiati Burkina Faso-Tunisia, Senegal-Guinea Equatoriale, Gambia-Camerun ed Egitto-Marocco.
La prima nazionale a cadere è il Gambia, sconfitto per 2-0 dal Camerun con la doppietta di Toko Ekambi. Al Burkina Faso basta invece un solo gol di Ouattara per battere la Tunisia.
Il giorno dopo, a Yaoundé avviene il big match tra Egitto e Marocco: passano in vantaggio i marocchini con un rigore di Boufal a meno di dieci minuti dal fischio d'inizio, ma nella ripresa Salah segna un gol che porta il punteggio sull'1-1; nei conseguenti supplementari, di nuovo Salah mette a segno un assist a favore di Trézéguet, che appone il sigillo del 2-1. Poco dopo, sempre a Yaoundé, il Senegal affonda la Guinea Equatoriale: passa in vantaggio con Diedhiou nel primo tempo, poi nella ripresa, dopo un temporaneo pareggio con Buyla, segna con Kouyaté e Ismaïla Sarr.

#### Semifinali
La prima semifinale, Burkina Faso-Senegal, si svolge il 2 febbraio allo Stadio Ahmadou Ahidjo (nonostante in precedenza dovesse avere luogo al Japoma Stadium). I senegalesi passano in vantaggio nel tardo secondo tempo grazie alle marcature di A. Diallo e I. Gueye, e nonostante il burkinabé Touré accorci le distanze, Mané le allunga di nuovo e porta il risultato finale sull'1-3, che sancisce la terza partecipazione alla finale della Coppa d'Africa (e la seconda di fila) dopo le edizioni del 2002 e del 2019.
Il giorno dopo, si assiste all'altra semifinale, Camerun-Egitto, allo Stadio Paul Biya. La partita finisce a reti inviolate sia nei tempi regolamentari che ai supplementari, quindi si va ancora ai rigori, la quarta in questo torneo. I camerunesi iniziano col piede giusto con Aboubakar, ma poi sbagliano i successivi tre rigori mentre ai Faraoni bastano i penalties messi a segno da Zizo, Abdel Monem e Lasheen per raggiungere per la nona volta la finale.

#### Finali
Il 5 e il 6 febbraio, si giocano le finali per il terzo e per il primo posto. Va in scena per prima quella di consolazione, con Burkina Faso e Camerun che si affrontano di nuovo nello stesso torneo ma stavolta allo Stadio Ahmadou Ahidjo. All'inizio le cose sembrano mettersi bene per i burkinabé, che si portano in vantaggio con Yago entro la mezz'ora, raddoppiano con l'autogol di A. Onana allo scadere del primo tempo e siglano il 3-0 con Dj. Ouattara a inizio ripresa. Il camerunese Bahoken segna però il primo gol del riscatto, a cui segue una doppietta di Aboubakar (che col suo totale di 8 reti si conferma capocannoniere del torneo). Per la quinta volta nel torneo si va ai rigori, iniziati dai camerunensi; questi ultimi segnano tutti i loro cinque tiri dal dischetto, mentre è fatale quello del terzo burkinabé, Touré, sancendo così il terzo posto per i padroni di casa.
La finalissima Senegal-Egitto si gioca il giorno dopo allo Stadio Paul Biya. La partita termina però 0-0, il secondo di fila per gli egiziani, e vede tra l'altro un rigore parato di Mané. Dopo che vanno a vuoto anche i supplementari, si arriva a quella che per il torneo è la sesta e ultima lotteria ai rigori in generale, e la seconda di fila e la terza complessiva per l'Egitto; è anche la nona volta con la quale finisce la Coppa d'Africa. I senegalesi iniziano per primi segnando con Koulibaly, cui seguono i gol di Zizo e A. Diallo, mentre sbagliano Abdel Monem e B. Sarr; segnano poi Marwan Hamdi e B. Dieng, Lasheen sbaglia il suo rigore e Mané segna invece il proprio, e per la prima volta nella loro storia i senegalesi si laureano Campioni d'Africa, dopo due finali perse.

## Fase a gironi

### Gruppo A

#### Classifica
| Pos. | Squadra      | Pt | G | V | N | P | GF | GS | DR |
| ---- | ------------ | -- | - | - | - | - | -- | -- | -- |
| 1.   | Camerun      | 7  | 3 | 2 | 1 | 0 | 7  | 3  | +4 |
| 2.   | Burkina Faso | 4  | 3 | 1 | 1 | 1 | 3  | 3  | 0  |
| 3.   | Capo Verde   | 4  | 3 | 1 | 1 | 1 | 2  | 2  | 0  |
| 4.   | Etiopia      | 1  | 3 | 0 | 1 | 2 | 2  | 6  | -4 |

#### Risultati
| Arbitro: | Ghorbal |

|                                    |           |             |
| Aboubakar 40’ (rig.), 45+3’ (rig.) | Marcatori | 24’ Sangaré |

| Arbitro: | Rodrigues de Carvalho |

|  |           |               |
|  | Marcatori | 45+1’ Tavares |

| Arbitro: | Ndala Ngambo |

|                                        |           |            |
| Toko Ekambi 8’, 67’ Aboubakar 53’, 55’ | Marcatori | 4’ Hotessa |

| Arbitro: | Omar |

|  |           |           |
|  | Marcatori | 39’ Bandé |

| Arbitro: | Selmi |

|                  |           |               |
| G. Rodrigues 53’ | Marcatori | 39’ Aboubakar |

| Arbitro: | Heeralall |

|            |           |                   |
| Bayala 24’ | Marcatori | 52’ (rig.) Kebede |

### Gruppo B

#### Classifica
| Pos. | Squadra  | Pt | G | V | N | P | GF | GS | DR |
| ---- | -------- | -- | - | - | - | - | -- | -- | -- |
| 1.   | Senegal  | 5  | 3 | 1 | 2 | 0 | 1  | 0  | +1 |
| 2.   | Guinea   | 4  | 3 | 1 | 1 | 1 | 2  | 2  | 0  |
| 3.   | Malawi   | 4  | 3 | 1 | 1 | 1 | 2  | 2  | 0  |
| 4.   | Zimbabwe | 3  | 3 | 1 | 0 | 2 | 3  | 4  | -1 |

#### Risultati
| Arbitro: | Escobar |

|                   |           |  |
| Mané 90+7’ (rig.) | Marcatori |  |

| Arbitro: | Laryea |

|           |           |  |
| Sylla 35’ | Marcatori |  |

| Bafoussam 14 gennaio 2022, ore 17:00 UTC+1 Incontro 15 | Senegal        | 0 – 0 referto | Guinea | Stadio Kouekong\| Arbitro: \| Tessema Weyesa \| |
| Arbitro:                                               | Tessema Weyesa |               |        |                                                 |

| Arbitro: | Beida |

|                |           |          |
| Mhango 43’ 58’ | Marcatori | 38’ Wadi |

| Bafoussam 18 gennaio 2022, ore 17:00 UTC+1 Incontro 27 | Malawi | 0 – 0 referto | Senegal | Stadio Kouekong\| Arbitro: \| Ngwa \| |
| Arbitro:                                               | Ngwa   |               |         |                                       |

| Arbitro: | Mukansanga |

|                        |           |           |
| Musona 26’ Mahachi 43’ | Marcatori | 49’ Keïta |

### Gruppo C

#### Classifica
| Pos. | Squadra | Pt | G | V | N | P | GF | GS | DR |
| ---- | ------- | -- | - | - | - | - | -- | -- | -- |
| 1.   | Marocco | 7  | 3 | 2 | 1 | 0 | 5  | 2  | +3 |
| 2.   | Gabon   | 5  | 3 | 1 | 2 | 0 | 4  | 3  | +1 |
| 3.   | Comore  | 3  | 3 | 1 | 0 | 2 | 3  | 5  | -2 |
| 4.   | Ghana   | 1  | 3 | 0 | 1 | 2 | 3  | 5  | -2 |

#### Risultati
| Arbitro: | Bondo |

|            |           |  |
| Boufal 83’ | Marcatori |  |

| Arbitro: | Waweru |

|  |           |               |
|  | Marcatori | 16’ Boupendza |

| Arbitro: | Selmi |

|                           |           |  |
| Amallah 16’ Aboukhlal 88’ | Marcatori |  |

| Arbitro: | Benbraham |

|               |           |             |
| Allevinah 88’ | Marcatori | 18’ A. Ayew |

| Arbitro: | Beida |

|                                 |           |                              |
| Allevinah 21’ Aguerd 81’ (aut.) | Marcatori | 74’ (rig.) Boufal 84’ Hakimi |

| Arbitro: | Traore |

|                      |           |                                 |
| Boakye 64’ Djiku 77’ | Marcatori | 4’ Ben Nabouhane 61’, 85’ Mogni |

### Gruppo D

#### Classifica
| Pos. | Squadra       | Pt | G | V | N | P | GF | GS | DR |
| ---- | ------------- | -- | - | - | - | - | -- | -- | -- |
| 1.   | Nigeria       | 9  | 3 | 3 | 0 | 0 | 6  | 1  | +5 |
| 2.   | Egitto        | 6  | 3 | 2 | 0 | 1 | 2  | 1  | +1 |
| 3.   | Sudan         | 1  | 3 | 0 | 1 | 2 | 1  | 4  | -3 |
| 4.   | Guinea-Bissau | 1  | 3 | 0 | 1 | 2 | 0  | 3  | -3 |

#### Risultati
| Arbitro: | Gassama |

|               |           |  |
| Iheanacho 30’ | Marcatori |  |

| Garoua 11 gennaio 2022, ore 20:00 UTC+1 Incontro 10 | Sudan | 0 – 0 referto | Guinea-Bissau | Stadio Roumdé Adjia\| Arbitro: \| Sy \| |
| Arbitro:                                            | Sy    |               |               |                                         |

| Arbitro: | Gomes |

|                                    |           |                  |
| Chukwueze 3’ Awoniyi 45’ Simon 46’ | Marcatori | 70’ (rig.) Khedr |

| Arbitro: | Ndabihawenimana |

|  |           |           |
|  | Marcatori | 69’ Salah |

| Arbitro: | Waweru |

|  |           |                            |
|  | Marcatori | 56’ Sadiq 75’ Troost-Ekong |

| Arbitro: | Bondo |

|                 |           |  |
| Abdel Monem 35’ | Marcatori |  |

### Gruppo E

#### Classifica
| Pos. | Squadra            | Pt | G | V | N | P | GF | GS | DR |
| ---- | ------------------ | -- | - | - | - | - | -- | -- | -- |
| 1.   | Costa d'Avorio     | 7  | 3 | 2 | 1 | 0 | 6  | 3  | +3 |
| 2.   | Guinea Equatoriale | 6  | 3 | 2 | 0 | 1 | 2  | 1  | +1 |
| 3.   | Sierra Leone       | 2  | 3 | 0 | 2 | 1 | 2  | 3  | -1 |
| 4.   | Algeria            | 1  | 3 | 0 | 1 | 2 | 1  | 4  | -3 |

#### Risultati
| Douala 11 gennaio 2022, ore 14:00 UTC+1 Incontro 7 | Algeria   | 0 – 0 referto | Sierra Leone | Complesso polisportivo di Japoma\| Arbitro: \| Heeralall \| |
| Arbitro:                                           | Heeralall |               |              |                                                             |

| Arbitro: | Jiyed |

|  |           |           |
|  | Marcatori | 5’ Gradel |

| Arbitro: | N'Diaye |

|                     |           |                               |
| Haller 25’ Pépé 65’ | Marcatori | 55’ M. Kamara 90+3’ A. Kamara |

| Arbitro: | Escobar |

|  |           |            |
|  | Marcatori | 70’ Obiang |

| Arbitro: | Gomes |

|                                    |           |              |
| Kessié 22’ I. Sangaré 39’ Pépé 54’ | Marcatori | 73’ Bendebka |

| Arbitro: | Eid Mansour |

|  |           |           |
|  | Marcatori | 38’ Ganet |

### Gruppo F

#### Classifica
| Pos. | Squadra    | Pt | G | V | N | P | GF | GS | DR |
| ---- | ---------- | -- | - | - | - | - | -- | -- | -- |
| 1.   | Mali       | 7  | 3 | 2 | 1 | 0 | 4  | 1  | +3 |
| 2.   | Gambia     | 7  | 3 | 2 | 1 | 0 | 3  | 1  | +2 |
| 3.   | Tunisia    | 3  | 3 | 1 | 0 | 2 | 4  | 2  | +2 |
| 4.   | Mauritania | 0  | 3 | 0 | 0 | 3 | 0  | 7  | -7 |

#### Risultati
| Arbitro: | Sikazwe |

|  |           |                 |
|  | Marcatori | 48’ (rig.) Koné |

| Arbitro: | Camille |

|  |           |               |
|  | Marcatori | 10’ A. Jallow |

| Arbitro: | Guezzaz |

|                       |           |                 |
| Mu. Barrow 90’ (rig.) | Marcatori | 79’ (rig.) Koné |

| Arbitro: | El Banna |

|                                         |           |  |
| Mathlouthi 4’ Khazri 8’, 64’ Jaziri 66’ | Marcatori |  |

| Arbitro: | Guerrero |

|                 |           |  |
| A. Jallow 90+4’ | Marcatori |  |

| Arbitro: | Camille |

|                            |           |  |
| Haidara 2’ Koné 49’ (rig.) | Marcatori |  |

#### Raffronto tra le squadre terze classificate
Tra le terze classificate di ogni girone, si applicano i seguenti criteri per stabilire il passaggio del turno delle migliori quattro squadre:
- maggior numero di punti ottenuti nella fase a gironi;
- miglior differenza reti complessiva;
- maggior numero di reti segnate nel girone;
- sorteggio;

| Pos. | Squadra      | Pt | G | V | N | P | GF | GS | DR | Girone |
| ---- | ------------ | -- | - | - | - | - | -- | -- | -- | ------ |
| 1.   | Capo Verde   | 4  | 3 | 1 | 1 | 1 | 2  | 2  | 0  | A      |
| 2.   | Malawi       | 4  | 3 | 1 | 1 | 1 | 2  | 2  | 0  | B      |
| 3.   | Tunisia      | 3  | 3 | 1 | 0 | 2 | 4  | 2  | +2 | F      |
| 4.   | Comore       | 3  | 3 | 1 | 0 | 2 | 3  | 5  | -2 | C      |
| 5.   | Sierra Leone | 2  | 3 | 0 | 2 | 1 | 2  | 3  | -1 | E      |
| 6.   | Sudan        | 1  | 3 | 0 | 1 | 2 | 1  | 4  | -3 | D      |

## Fase a eliminazione diretta

### Tabellone
|  | Ottavi di finale             | Ottavi di finale           |                            |       | Quarti di finale          | Quarti di finale          |                           |                           | Semifinali | Semifinali |  |  | Finale | Finale |
|  |                              |                            |                            |       |                           |                           |                           |                           |            |            |  |  |        |        |
|  | 23 gen. – Limbe              |                            |                            |       |                           |                           |                           |                           |            |            |  |  |        |        |
|  |                              |                            |                            |       |                           |                           |                           |                           |            |            |  |  |        |        |
|  | 2A. Burkina Faso (dtr)       | 1 (7)                      |                            |       |                           |                           |                           |                           |            |            |  |  |        |        |
|  | 2A. Burkina Faso (dtr)       | 1 (7)                      | 29 gen. – Garoua           |       |                           |                           |                           |                           |            |            |  |  |        |        |
|  | 2C. Gabon                    | 1 (6)                      |                            |       |                           |                           |                           |                           |            |            |  |  |        |        |
|  | 2C. Gabon                    | 1 (6)                      | Burkina Faso               | 1     |                           |                           |                           |                           |            |            |  |  |        |        |
|  | 23 gen. – Garoua             |                            | Burkina Faso               | 1     |                           |                           |                           |                           |            |            |  |  |        |        |
|  |                              | Tunisia                    | 0                          |       |                           |                           |                           |                           |            |            |  |  |        |        |
|  | 1D. Nigeria                  | Tunisia                    | 0                          | 0     |                           |                           |                           |                           |            |            |  |  |        |        |
|  | 1D. Nigeria                  |                            | 2 feb. – Yaoundé (Ahidjo)  | 0     |                           |                           |                           |                           |            |            |  |  |        |        |
|  | 3F. Tunisia                  | 1                          |                            |       |                           |                           |                           |                           |            |            |  |  |        |        |
|  | 3F. Tunisia                  | 1                          | Burkina Faso               | 1     |                           |                           |                           |                           |            |            |  |  |        |        |
|  | 25 gen. – Bafoussam          |                            | Burkina Faso               | 1     |                           |                           |                           |                           |            |            |  |  |        |        |
|  |                              | Senegal                    | 3                          |       |                           |                           |                           |                           |            |            |  |  |        |        |
|  | 1B. Senegal                  | Senegal                    | 3                          | 2     |                           |                           |                           |                           |            |            |  |  |        |        |
|  | 1B. Senegal                  | 30 gen. – Yaoundé (Ahidjo) |                            | 2     |                           |                           |                           |                           |            |            |  |  |        |        |
|  | 3A. Capo Verde               | 0                          |                            |       |                           |                           |                           |                           |            |            |  |  |        |        |
|  | 3A. Capo Verde               | 0                          | Senegal                    | 3     |                           |                           |                           |                           |            |            |  |  |        |        |
|  | 26 gen. – Limbe              |                            | Senegal                    | 3     |                           |                           |                           |                           |            |            |  |  |        |        |
|  |                              | Guinea Equatoriale         | 1                          |       |                           |                           |                           |                           |            |            |  |  |        |        |
|  | 1F. Mali                     | Guinea Equatoriale         | 1                          | 0 (5) |                           |                           |                           |                           |            |            |  |  |        |        |
|  | 1F. Mali                     |                            | 6 feb. – Yaoundé (Olembe)  | 0 (5) |                           |                           |                           |                           |            |            |  |  |        |        |
|  | 2E. Guinea Equatoriale (dtr) | 0 (6)                      |                            |       |                           |                           |                           |                           |            |            |  |  |        |        |
|  | 2E. Guinea Equatoriale (dtr) | 0 (6)                      | Senegal (dtr)              | 0 (4) |                           |                           |                           |                           |            |            |  |  |        |        |
|  | 24 gen. – Bafoussam          |                            | Senegal (dtr)              | 0 (4) |                           |                           |                           |                           |            |            |  |  |        |        |
|  |                              | Egitto                     | 0 (2)                      |       |                           |                           |                           |                           |            |            |  |  |        |        |
|  | 2B. Guinea                   | Egitto                     | 0 (2)                      | 0     |                           |                           |                           |                           |            |            |  |  |        |        |
|  | 2B. Guinea                   | 29 gen. – Douala           |                            | 0     |                           |                           |                           |                           |            |            |  |  |        |        |
|  | 2F. Gambia                   | 1                          |                            |       |                           |                           |                           |                           |            |            |  |  |        |        |
|  | 2F. Gambia                   | 1                          | Gambia                     | 0     |                           |                           |                           |                           |            |            |  |  |        |        |
|  | 24 gen. – Yaoundé (Olembe)   |                            | Gambia                     | 0     |                           |                           |                           |                           |            |            |  |  |        |        |
|  |                              | Camerun                    | 2                          |       |                           |                           |                           |                           |            |            |  |  |        |        |
|  | 1A. Camerun                  | Camerun                    | 2                          | 2     |                           |                           |                           |                           |            |            |  |  |        |        |
|  | 1A. Camerun                  |                            | 3 feb. – Yaoundé (Olembe)  | 2     |                           |                           |                           |                           |            |            |  |  |        |        |
|  | 3C. Comore                   | 1                          |                            |       |                           |                           |                           |                           |            |            |  |  |        |        |
|  | 3C. Comore                   | 1                          | Camerun                    | 0 (1) |                           |                           |                           |                           |            |            |  |  |        |        |
|  | 26 gen. – Douala             |                            | Camerun                    | 0 (1) |                           |                           |                           |                           |            |            |  |  |        |        |
|  |                              | Egitto (dtr)               | 0 (3)                      |       | Finale per il terzo posto | Finale per il terzo posto |                           |                           |            |            |  |  |        |        |
|  | 1E. Costa d'Avorio           | Egitto (dtr)               | 0 (3)                      | 0 (4) | Finale per il terzo posto | Finale per il terzo posto |                           |                           |            |            |  |  |        |        |
|  | 1E. Costa d'Avorio           | 30 gen. – Yaoundé (Ahidjo) | 30 gen. – Yaoundé (Ahidjo) | 0 (4) |                           |                           | 5 feb. – Yaoundé (Ahidjo) | 5 feb. – Yaoundé (Ahidjo) |            |            |  |  |        |        |
|  | 2D. Egitto (dtr)             | 30 gen. – Yaoundé (Ahidjo) | 30 gen. – Yaoundé (Ahidjo) | 0 (5) |                           |                           | 5 feb. – Yaoundé (Ahidjo) | 5 feb. – Yaoundé (Ahidjo) |            |            |  |  |        |        |
|  | 2D. Egitto (dtr)             | Egitto (dts)               | 2                          | 0 (5) | Burkina Faso              | 3 (3)                     |                           |                           |            |            |  |  |        |        |
|  | 25 gen. – Yaoundé (Ahidjo)   | Egitto (dts)               | 2                          |       | Burkina Faso              | 3 (3)                     |                           |                           |            |            |  |  |        |        |
|  |                              | Marocco                    | 1                          |       | Camerun (dtr)             | 3 (5)                     |                           |                           |            |            |  |  |        |        |
|  | 1C. Marocco                  | Marocco                    | 1                          | 2     | Camerun (dtr)             | 3 (5)                     |                           |                           |            |            |  |  |        |        |
|  | 1C. Marocco                  |                            |                            | 2     |                           |                           |                           |                           |            |            |  |  |        |        |
|  | 3B. Malawi                   | 1                          |                            |       |                           |                           |                           |                           |            |            |  |  |        |        |
|  | 3B. Malawi                   | 1                          |                            |       |                           |                           |                           |                           |            |            |  |  |        |        |

### Ottavi di finale
| Arbitro: | Jiyed |

|                                                                                 |                      |                                                                                 |
| Traoré 28’                                                                      | Marcatori            | 90+1’ (aut.) Guira                                                              |
| Kaboré S. Ouattara E. Tapsoba Simporé Yago Guira Konaté A. Tapsoba I. Ouédraogo | Tiri di rigore 7 – 6 | Bouanga Méyé Boupendza Kanga Biyogo Poko Ecuele Manga Autchanga Ngakoutou Palun |

| Arbitro: | N'Diaye |

|  |           |            |
|  | Marcatori | 47’ Msakni |

| Arbitro: | Omar |

|  |           |                |
|  | Marcatori | 71’ Mu. Barrow |

| Arbitro: | Tessema Weyesa |

|                               |           |                   |
| Toko Ekambi 29’ Aboubakar 70’ | Marcatori | 80’ Y. M'Changama |

| Arbitro: | Benbraham |

|                      |           |  |
| Mané 63’ Dieng 90+2’ | Marcatori |  |

| Arbitro: | Ndabihawenimana |

|                            |           |           |
| En-Nesyri 45+2’ Hakimi 70’ | Marcatori | 7’ Mhango |

| Arbitro: | Ndala Ngambo |

|                                    |                      |                                        |
| Pépé I. Sangaré Bailly Cornet Zaha | Tiri di rigore 4 – 5 | Zizo El-Soleya Kamal Abdel Monem Salah |

| Arbitro: | Gassama |

|                                                                    |                      |                                                  |
| A. N. Traoré Djenepo Haïdara Hama. Traoré Touré Dieng Camara Sacko | Tiri di rigore 5 – 6 | E. Nsue Belima Akapo Buyla Ganet Coco Ibán Eneme |

### Quarti di finale
| Arbitro: | Ndabihawenimana |

|  |           |                      |
|  | Marcatori | 50’, 57’ Toko Ekambi |

| Arbitro: | Bondo |

|                    |           |  |
| Da. Ouattara 45+3’ | Marcatori |  |

| Arbitro: | N'Diaye |

|                          |           |                  |
| Salah 53’ Trézéguet 100’ | Marcatori | 7’ (rig.) Boufal |

| Arbitro: | Gomes |

|                                      |           |           |
| Diedhiou 28’ Kouyaté 68’ I. Sarr 79’ | Marcatori | 57’ Buyla |

### Semifinali
| Arbitro: | Tessema Weyesa |

|           |           |                                     |
| Touré 82’ | Marcatori | 70’ A. Diallo 76’ I. Gueye 87’ Mané |

| Arbitro: | Gassama |

|                                     |                      |                          |
| Aboubakar Moukoudi Lea Siliki N'Jie | Tiri di rigore 1 – 3 | Zizo Abdel Monem Lasheen |

### Finale 3º posto
| Arbitro: | Jiyed |

|                                               |                      |                                             |
| Yago 24’ A. Onana 43’ (aut.) Dj. Ouattara 49’ | Marcatori            | 71’ Bahoken 85’, 87’ Aboubakar              |
| Kaboré S. Ouattara Touré Yago                 | Tiri di rigore 3 – 5 | Aboubakar Ngamaleu Toko Ekambi Kunde Oyongo |

### Finale
| Arbitro: | Gomes |

|                                           |                      |                                     |
| Koulibaly A. Diallo B. Sarr B. Dieng Mané | Tiri di rigore 4 – 2 | Zizo Abdel Monem Mar. Hamdi Lasheen |

## Statistiche

### Classifica marcatori
8 reti
- Vincent Aboubakar (2 rig.)

5 reti
- Karl Toko Ekambi

3 reti
- Gabadinho Mhango
- Ibrahima Koné (3 rig.)

- Sofiane Boufal (1 rig.)
- Sadio Mané (1 rig.)

2 reti
- Ahmed Mogni
- Mohamed Salah
- Jim Allevinah

- Musa Barrow (1 rig.)
- Ablie Jallow
- Nicolas Pépé

- Achraf Hakimi
- Wahbi Khazri

1 rete
- Sofiane Bendebka
- Hassane Bandé
- Cyrille Bayala
- Dango Ouattara
- Djibril Ouattara
- Gustavo Sangaré
- Blati Touré
- Bertrand Traoré
- Steeve Yago
- Stéphane Bahoken
- Garry Rodrigues
- Júlio Tavares
- Youssouf M'Changama
- El Fardou Ben Nabouhane
- Mohamed Abdel Monem
- Trézéguet
- Jannick Buyla
- Pablo Ganet
- Esteban Obiang

- Dawa Hotessa
- Getaneh Kebede (1 rig.)
- Aaron Boupendza
- Andre Ayew
- Richmond Boakye
- Alexander Djiku
- Naby Keïta
- Issiaga Sylla
- Max Gradel
- Sébastien Haller
- Franck Kessié
- Ibrahim Sangaré
- Massadio Haïdara
- Zakaria Aboukhlal
- Selim Amallah
- Youssef En-Nesyri
- Taiwo Awoniyi
- Samuel Chukwueze
- Kelechi Ịheanachọ

- Moses Simon
- William Troost-Ekong
- Sadiq Umar
- Abdou Diallo
- Famara Diedhiou
- Bamba Dieng
- Idrissa Gueye
- Cheikhou Kouyaté
- Ismaïla Sarr
- Alhaji Kamara
- Musa Noah Kamara
- Walieldin Khedr (1 rig.)
- Seifeddine Jaziri
- Hamza Mathlouthi
- Youssef Msakni
- Kudakwashe Mahachi
- Knowledge Musona
- Ishmael Wadi (1 rig.)

Autoreti
- Adama Guira (1, pro  Gabon)

- André Onana (1, pro  Burkina Faso)

- Nayef Aguerd (1, pro  Gabon)

### Record
- Gol più veloce:  Massadio Haïdara (Mali-Mauritania, fase a gironi, 20 gennaio, 2')
- Gol più lento:  Trézéguet (Egitto-Marocco, quarti di finale, 30 gennaio, 100')
- Primo gol:  Gustavo Sangaré (Camerun-Burkina Faso, partita inaugurale, fase a gironi, 9 gennaio, 24')
- Ultimo gol:  Vincent Aboubakar (Burkina Faso-Camerun, finale 3º posto, 5 febbraio, 87')
- Miglior attacco:  Camerun (14 reti segnate)
- Peggior attacco:  Mauritania (0 reti segnate)
- Miglior difesa:  Mali (1 rete subita)
- Peggior difesa:  Burkina Faso (10 reti subite)
- Miglior differenza reti nella fase a gironi:  Nigeria (+5)
- Miglior differenza reti in tutto il torneo:  Camerun e  Senegal (+7)
- Partita con il maggior numero di gol:  Burkina Faso- Camerun 3-3 (finale 3º posto, 5 febbraio, 6 gol)
- Partita con il maggior scarto di gol:  Tunisia- Mauritania 4-0 (fase a gironi, 16 gennaio, 4 gol di scarto)

## Premi
Miglior giocatore del torneo
 Sadio Mané
Miglior marcatore del torneo
 Vincent Aboubakar
Miglior portiere del torneo
 Edouard Mendy
Miglior giovane del torneo
 Issa Kaboré
Premio fair play
 Senegal
Squadra del torneo
| Portiere      | Difensori                                                    | Centrocampisti                            | Attaccanti                                 |
| ------------- | ------------------------------------------------------------ | ----------------------------------------- | ------------------------------------------ |
| Edouard Mendy | Achraf Hakimi Mohamed Abdel Monem Edmond Tapsoba Saliou Ciss | Mohamed Elneny Nampalys Mendy Blati Touré | Mohamed Salah Vincent Aboubakar Sadio Mané |

Allenatore
 Aliou Cissé

## Episodi e controversie

### Arbitraggio di Tunisia-Mali
All'85' di Tunisia-Mali, valida per la prima giornata del Gruppo F, l'arbitro zambiano Janny Sikazwe ha fischiato la fine dell'incontro, per poi comprendere il suo errore e far riprendere il gioco. All'89', quattro minuti dopo, l'arbitro ha fischiato di nuovo la fine della partita; furibondi, i giocatori e lo staff della Tunisia hanno invaso il campo per protesta e l'arbitro è stato dunque scortato dalla sicurezza fuori dal campo. La seguente conferenza stampa con l'allenatore del Mali è stata interrotta quando la CAF ha comunicato che la partita sarebbe ripresa ma senza l'arbitro zambiano, escluso dopo aver commesso l'errore. Sul terreno di gioco sono tornati quindi i giocatori maliani e gli arbitri, ma i calciatori tunisini si sono rifiutati di fare altrettanto e hanno ceduto la vittoria al Mali. A seguito di accertamenti in ospedale viene appurato che Sikazwe è stato vittima di una insolazione che lo ha condotto ad uno stato confusionale.

### Inno nazionale mauritano
Appena prima dell'incontro tra Mauritania e Gambia, valido per la prima giornata del Gruppo F, l'inno nazionale mauritano prima del 2017 è stato cantato per ben tre volte; l'annunciatore dello stadio ha così comunicato che i calciatori mauritani dovevano cantare l'inno da soli, ma il terzo tentativo è stato interrotto quando si è cantato di nuovo il vecchio inno.

### Incidenti prima di Camerun-Comore
Durante l'incontro degli ottavi di finale tra Camerun e Comore, numerosi tifosi si sono ammassati fuori allo stadio Paul Biya di Yaoundé, anche se parte di loro non possedeva né il biglietto né la certificazione di negatività al SARS-CoV-2; questo ha provocato una ressa nella quale coloro che non erano riusciti a entrare nello stadio hanno cercato di forzare i varchi d'ingresso. Il bilancio conseguente è stato di otto morti (due donne, quattro uomini e due bambini) e almeno cinquanta feriti. Come conseguenza dell'incidente, tre delle partite rimanenti del torneo (due dei quarti di finale e una delle due semifinali) sono state spostate allo stadio Ahmadou Ahidjo di Yaoundé.